# Cerro San Rafael (Paraguay)
El Cerro San Rafael es un montículo de muy poca elevación, situado en el Departamento de Paraguarí, República del Paraguay, en las cercanías del arroyo Caañabé, perteneciente al grupo de la cordillera de Ybycuí. Está ubicado aproximadamente a cinco kilómetros al norte del cerro Giménez. Su pico es de 165 metros sobre el nivel del mar.